# Volt Luxemburg

Karte der anderen Verbände von Volt Europa

Volt Luxemburg (luxemburgisch Volt Lëtzebuerg, französisch Volt Luxembourg) ist eine politische Partei in Luxemburg. Sie ist eine interne Sektion von Volt Europa und wurde 2018 gegründet. Bei der Europawahl 2019 erhielt sie 2,11 % der Stimmen, die Partei erreichte damit kein Mandat.

## Inhaltliches Profil

### Entwicklung durch Volt Europa
Volt Europa verabschiedete als Dachverband aller Volt-Parteien nach seiner Gründung die „5+1 Challenges“. Damit definierte Volt die fundamentalen Herausforderungen, denen die Partei europaweit begegnen will und prinzipiell überall dieselben sind, wobei sich die Herangehensweise unterscheiden kann. Die +1-Herausforderung ist dagegen in allen Ländern identisch und hat das Ziel einer Reform und Stärkung der Europäischen Union. Im Juni 2018 beschloss die Bewegung dann mit den Mapping of Policies ihr europäisches Grundsatzprogramm, welches als Grundlage für die Erstellung aller Volt-Programme der nationalen Volt-Parteien. In der Folge trat Volt Europa bei der Europawahl 2019 in mehreren Ländern mit einem gemeinsamen Wahlprogramm, der Amsterdam-Declaration, an. Seither werden die Mapping of Policies immer wieder erweitert und bilden gemeinsam mit themenspezifischen Dokumenten das sogenannte Policy Portfolio, aus dem sich alle nationalen, regionalen und lokalen Programme ableiten.

### Programmatik von Volt Luxemburg

#### Europapolitik
Volt positioniert sich proeuropäisch und setzt sich für den Ausbau der Kompetenzen der Europäischen Union im Bereich der Entwicklungs-, Außen- und Sicherheitspolitik ein. Ziel der Partei ist eine „europäische Republik“. Um die EU handlungsfähiger zu machen, schlägt Volt die Abschaffung des Vetorecht und Einschränkung des Einstimmigkeitsprinzip vor. Außerdem soll die Europäische Union selbst Steuern erheben und durch den Einsatz von Sanktionen Menschenrechte und Rechtsstaatlichkeit schützen können.

#### Klimapolitik
Volt begreift Klimapolitik als Querschnittsthema, bei welchem die Umstellung auf Klimaneutralität gemäß dem 1,5°-Ziel nachhaltig nur mit einem Dreiklang aus Klimaschutz, sozialer Gerechtigkeit und wirtschaftlichem Wohlstand erreicht werden kann. Für eine schnelle Dekarbonisierung fordert Volt einen Anstieg des CO2-Preis über das EU-Emissionshandelssystem und strebt unter anderem eine Kreislaufwirtschaft an. Daneben sollen klimaschädliche Subventionen abgeschafft und der Ausbau von Erneuerbaren Energien gefördert werden. Die Partei will, dass Kernenergie durch die EU wieder als grüne Energie anerkannt wird und betrachtet diese bei gleichzeitiger Betonung der Risiken entsprechend der IPCC-Berichte als notwendige Energiequelle, um eine möglichst schnelle Reduzierung von CO2-Emissionen zu erreichen. Häuser sollen durch die Förderung von Wärmepumpen energieeffizienter werden und fossile Energieträger als Heizstoffe abgelöst werden. Volt fordert außerdem eine Klimadiplomatie um die globalen Anstrengungen im Kampf gegen den Klimawandel zu unterstützen und eine Förderung nachhaltiger Mobilität.

#### Digitalpolitik
Volt setzt sich für mehr Digitalisierung ein. Die Partei unterstützt die gezielte Förderung von Forschung, Entwicklung und den Einsatz von Künstlicher Intelligenz in Europa und setzt sich für die Gründung eines europäischen Kompetenzzentrum für Künstliche Intelligenz ein. Begleitend sollen Regelungen für Ethik und Transparenz entwickelt und Bildungsangebote gefördert werden.

#### Staatswesen
Volt schlägt die Einführung des Wahlrechts für EU-Bürger bei Parlamentswahlen vor, die seit mindestens 5 Jahren in Luxemburg leben.

## Geschichte
Gegründet wurde die Partei offiziell am 10. November 2018, als Teil der paneuropäischen Bewegung Volt Europa. Ziel der Partei und Bewegung ist es, Europa zu reformieren, demokratischer zu gestalten und das Europaparlament zu stärken, wozu sie Ableger in ganz Europa gründete.

### Europawahl 2019
Die Kandidatenliste der Partei für die Europawahl wurde offiziell am 20. März 2019 vorgestellt. Unter anderem durch eine Unterschrift des DP-Abgeordneten Max Hahn, in Luxemburg benötigen Kandidatenlisten 250 Unterstützungsunterschriften von Wählern oder eines Volksvertreters, konnte die Liste offiziell eingereicht werden und die Partei zur Wahl antreten. Mit Wurzeln in Luxemburg, Italien, Spanien, Frankreich, Amerika, Portugal und Großbritannien war die Liste der Kandidaten sehr international geprägt. Neben den Kandidaten Marthe Hoffmann, Daniel Silva und Julia Pitterman traten auch der ehemalige Rektor der Universität Luxemburg, Rolf Tarrach, als Spitzenkandidat, die Vorsitzende der Gruppe der in Luxemburg lebenden britischen Einwanderer (Brill) und Ko-Vorsitzende von British in Europe, Fiona Godfrey und Christopher Lilyblad, Betzdorfer Gemeinderat, ehemaliges CSV-Mitglied und Projektleiter bei der EU-Kommission, für die Partei an.
Im Vorfeld der Wahl lehnte RTL die Ausstrahlung eines Wahlwerbespots der Partei zunächst ab, weil dieser in französischer Sprache statt luxemburgisch war. Nach einer Intervention der unabhängigen Rundfunkbehörde (Alia) strahlte der Sender den Wahlwerbespot doch noch aus.
Vor der Wahl unterzeichneten Kandidaten der Partei gemeinsam mit anderen Kandidaten eine Verpflichtungserklärung ihrer parlamentarischen Position zu nutzen, um den Schutz von LGBTQ im EU-Recht und in der EU-Politik zu stärken, ein Umfeld für LGBTI-Menschenrechtsverteidiger zu schaffen, ein Verbündeter für unterrepräsentierte Stimmen zu sein und die Führungsrolle der EU bei LGBTI-Rechten sicherzustellen. Die Partei betonte, dass die EU sich globalen Problemen wie erschwinglichen Wohnraum, Armut, Ungleichheit zwischen den Geschlechtern, Homophobie, Jugendarbeitslosigkeit, der Klimakrise und Korruption stellen und besser angehen muss. Für Volt konzentriert sich die Europäische Union zu sehr auf technokratische Projekte und muss Bürger wieder stärker in den Mittelpunkt des Projekts stellen.
Bei der Europawahl erzielte die Partei knapp 26.500 Stimmen (2,11 %) und erreichte damit kein Mandat in Luxemburg, jedoch war es das beste relative Ergebnis von Volt. Mit dem deutschen Abgeordneten Damian Boeselager verfügt die Partei jedoch als Teil der europäischen Bewegung über einen Vertreter im europäischen Parlament, wie Boeselager nach der Wahl bekräftigte.

### Nach der Europawahl
Nach der Wahl kündigte die Partei an, bei kommenden Parlaments- und Europawahlen anzutreten. Im Juli 2020 kritisierte die Partei das unkoordinierte Vorgehen während der Coronakrise und nationale Alleingänge, statt Ressourcen in Europa zusammenzulegen, um der Pandemie zu begegnen. Sie forderten ein verstärktes gemeinsames Vorgehen in Europa um Krisen schneller und besser begegnen zu können. Dabei verwies die Partei auch auf weitere große Herausforderungen wie die Flüchtlingskrise und Klimakrise, denen man nicht erfolgreich mit nationalen Alleingängen begegnen könne.

### Kammerwahl 2023
Bei den Kammerwahlen 2023 tritt die Partei im Wahlbezirk Süden mit 23 Kandidaten und im Osten mit 3 Kandidaten an. Schwerpunkt des Programms bei der Wahl bilden die Themen Europa, Bürgerbeteiligung und Klimaschutz. Mit 34,8 Jahren sind die Kandidaten der Partei im Durchschnitt die jüngsten.

## Wahlergebnisse
| Jahr | Wahl            | Stimmenanteil | Sitze |
| ---- | --------------- | ------------- | ----- |
| 2019 | Europawahl 2019 | 2,11 %        | 0/6   |
| 2023 | Kammerwahl 2023 | 0,19 %        | 0/60  |